# مالچووتسی (استان گابرووو)
مالچووتسی (به بلغاری: Malchovtsi) یک منطقهٔ مسکونی در بلغارستان است که در تریاونا واقع شده‌است.